# Pedro Ponce de León
Don Pedro Ponce de León (Sahagún, Provincie León, 1508 nebo 1520–1584) byl španělský benediktinský mnich. Podle Hrubého byl prvním učitelem neslyšících.

## Život
V Klášteře San Salvador de Oña založil školu pro neslyšící. Vyučoval hlavně žáky pocházející ze šlechtických rodin, kteří si toto soukromé vyučování mohli dovolit. Jeho nejznámějšími žáky jsou Francisco a Pedro de Velasco, synové kastilského maršálka.
Ve Španělsku a v Latinské Americe jsou po něm pojmenovány školy, které souvisí se vzděláváním sluchově postižených, například ve městě Ponce (Portoriko) se nachází škola Colegio de Niños Sordos Fray Pedro Ponce de León.

## Metoda
Předpokládá se, že v roce 1814 veškeré jeho spisy shořely během požáru kláštera, a tak o jeho díle můžeme číst pouze z děl jeho současníků.
Ve své výuce se zaměřoval na výuku psaní a své žáky učil, jak napsaná slova vyslovovat. Podle Marilyn Daniels své žáky vyučoval pomocí znakového jazyka. Jeho výuka byla založena na jednoduchých gestech a znacích, které ke komunikaci využívali mniši zachovávající mlčení.
Jeho metodu dále využil Juan Pablo Bonet.